# Elasmus cervus
Elasmus cervus är en stekelart som beskrevs av Girault 1940. Elasmus cervus ingår i släktet Elasmus och familjen finglanssteklar. Inga underarter finns listade i Catalogue of Life.